# I robot dell'alba
I robot dell'alba è un romanzo poliziesco di fantascienza dello scrittore Isaac Asimov, pubblicato nel 1983, terzo libro del Ciclo dei Robot.

## Trama
Il romanzo si apre con il detective Elijah Baley che, mentre si sta allenando con suo figlio e altri terrestri a sopportare l'esposizione all'esterno vincendo la propria agorafobia, viene convocato con urgenza da un importante funzionario governativo. 
Il suo intervento è stato infatti richiesto per vie diplomatiche dal pianeta Aurora, dove R. Jander Panell, un robot umanoide identico al suo amico R. Daneel Olivaw, è stato distrutto mediante un blocco mentale - in altri termini è stato commesso un "robocidio".
Nella vicenda è implicato il roboticista Han Fastolfe, il creatore dei due robot umanoidi, che Baley conosce dalle vicende del libro Abissi d'acciaio (il primo romanzo del Ciclo dei Robot).
Elijah si recherà su Aurora, dove verrà affiancato nell'indagine dall'amico Daneel e da un altro dei robot di Fastolfe, R. Giskard Reventlov.
La disattivazione di un robot, e inoltre di un proprio robot, non è un reato, ma l'intervento di Baley è stato richiesto proprio da Fastolfe, che teme ripercussioni politiche dal caso. Il governo terrestre, dal canto suo, ha accettato la richiesta di aiuto perché il partito di Fastolfe è favorevole a un'ondata di espansione nello spazio da parte della Terra, e teme che questa vicenda possa minare gravemente le possibilità del pianeta.
Su Aurora Baley incontra di nuovo Gladia, la solariana protagonista del romanzo precedente, Il sole nudo (il secondo romanzo del Ciclo dei Robot). Il robot disattivato infatti era parte del suo staff. Nel corso della vicenda si scoprirà addirittura che Gladia aveva una relazione sessuale con il robot Jander, e che lo considerava alla stregua di un marito.
Le indagini sul "robocidio" portano Elijah a conoscere diverse persone. In primo luogo entra in contatto con la figlia di Fastolfe, Vasilia, molto affezionata alla sua antica balia R. Giskard; successivamente conosce uno strano personaggio attratto da Vasilia e Gladia, Santirix Gremionis; infine incontra il principale oppositore politico di Fastolfe, il roboticista Kelden Amadiro, capo dell'Istituto di Robotica, ma sensibilmente meno dotato del rivale.
Questi desidera infatti una colonizzazione della Galassia da parte di robot umanoidi, che però non è in grado di costruire. Al contrario, i due robot Daneel e Jander sono opera di Fastolfe, e rappresentano un segreto di fondamentale importanza. Infatti durante un trasferimento con un veicolo di superficie si assiste al tentativo di rapire Daneel, sventato grazie ad una mirabile prova d'astuzia di Baley.
Posto di fronte al Presidente del pianeta, Elijah Baley svela il mistero: Amadiro ha svolto delle indagini sulla mente del robot Jander, nel tentativo di comprendere il segreto della sua costruzione, agendo di nascosto dal suo proprietario e causando probabilmente le condizioni per il suo congelamento mentale. Amadiro ha attuato il suo piano durante gli incontri fra Gladia e il suo spasimante Gremionis, quando poteva comunicare direttamente con Jander in telepresenza.
Il Presidente si dimostra soddisfatto della spiegazione, imponendo ad Amadiro un accordo politico favorevole alle posizioni del partito di Fastolfe, e per la Terra si prospetta un'epoca di grandi benefici.
Baley però ha in mente ben altro: durante le sue investigazioni ha notato che Giskard sembra sempre precedere i desideri degli umani con le sue azioni, e lo costringe a rivelargli in privato i suoi veri poteri. Scopre così che il robot possiede doti telepatiche, acquisite per caso durante gli esperimenti infantili che la figlia di Fastolfe aveva fatto su di lui.
Proprio sfruttando queste conoscenze, Giskard ha disattivato Jander, al fine di impedire che lo stesso potesse rivelare i segreti relativi al suo funzionamento ad Amadiro.
Seguendo le Tre Leggi della Robotica, Giskard aveva concluso che il destino migliore per l'umanità sarebbe stata un'espansione a partire dalla Terra, un pianeta sovraffollato e perciò desideroso di spazio.
Giskard appone quindi un blocco mentale su Baley perché non riveli il segreto, ma con la mutua convinzione di assistere a una nuova alba per l'umanità.

## Edizioni
- Isaac Asimov, The Robots of Dawn, 1983.
- Isaac Asimov, I robot dell'alba, Collana Urania n.1009, Arnoldo Mondadori Editore, 1985,  p. 286.
- Isaac Asimov, I robot dell'alba, traduzione di Delio Zinoni, collana Oscar Bestsellers n° 567, Arnoldo Mondadori Editore, 1986,  p. 484, ISBN 88-04-40303-9.